# Shanghaied (Bob Esponja)
«Shanghaied» (titulado «A la Fuerza» en Hispanoamérica y «Embarcados» en España) también conocido como «You Wish», es un episodio de la serie de televisión animada estadounidense Bob Esponja. Es la primera parte del episodio 13 de la segunda temporada y la primera mitad del episodio 33 en general. Fue dirigida por Aaron Springer y escrita por Springer, C. H. Greenblatt y Merriwether Williams, con la animación dirigida por Frank Weiss. Greenblatt también se desempeñó como artista del guion gráfico.
La serie sigue las aventuras y esfuerzos del personaje principal y sus diversos amigos en la ciudad submarina de Fondo de Bikini. En este episodio, Bob Esponja, Patricio y Calamardo se encuentran con el Holandés Errante, un pirata fantasmal que busca adquirir una nueva tripulación eterna para asustar a los residentes de Fondo de Bikini. Como Bob Esponja y Patricio hacen un mal trabajo como su tripulación, el pirata considera devorarlos, lo que los lleva a tratar de descubrir cómo frustrar su plan.
«Shanghaied» se emitió originalmente como un especial de televisión en Nickelodeon en los Estados Unidos el 7 de marzo de 2001 y presentó una encuesta donde los espectadores pueden votar sobre el resultado del episodio; desde entonces, las transmisiones posteriores han mostrado una versión revisada que eliminó las referencias a esta función de votación. El episodio recibió elogios de los críticos de la cultura pop en línea por sus chistes extensos y divertidos y, en general, ocupa un lugar destacado entre sus listas de los mejores episodios de Bob Esponja. La versión transmitida original se lanzó en el DVD «The First 100 Episodes» de la serie en 2009, mientras que la versión revisada se lanzó en el DVD «The Complete Second Season» en 2004.

## Trama
En Encino, California, el fan de Bob Esponja, Parche el Pirata presenta al público su episodio favorito «Shanghaied».
Bob Esponja se sorprende al descubrir que de repente un ancla ha caído sobre su casa y alerta a su vecino de al lado, Calamardo. Después de que el ancla daña su casa, Calamardo comienza a trepar por la cuerda del ancla para ver de dónde viene; Bob Esponja y Patricio lo siguen. Los tres se encuentran con un barco fantasma y abordan. El Holandés Errante aparece y explica que cualquiera que ponga un pie en su barco se verá obligado a servir como su tripulación «fantasmal» por la eternidad. Debido a las quejas de Calamardo, el pirata abre un portal con forma de cremallera y lo arroja a la «Mosca de la Desesperación», un vacío lleno de imágenes horribles, que intimida a Bob Esponja y Patricio para que se conviertan en miembros de la tripulación.
El Holandés Errante lleva a Bob Esponja y Patricio a una juerga inquietante de Fondo de Bikini, pero no logran asustar a los ciudadanos. Luego, les dice que, en cambio, se los comerá. Los dos escapan de su celda a través de un departamento de perfumes de acción real; después de sobrevivir a los olores, escuchan al Holandés Errante mencionar en su diario que no puede comer sin su «calcetín de comedor», que le roban. El Holandés Errante propone que si le devuelven el calcetín les concederá tres deseos. Aceptan y Patricio desperdicia el primer deseo, mientras Bob Esponja accidentalmente desea que Calamardo se una a ellos y lo devuelve al barco.
Bob Esponja, Patricio y Calamardo discuten sobre quién debería cumplir el último deseo. El Holandés Errante interviene y decide darle el último deseo a Bob Esponja. Bob Esponja desea que el Holandés Errante sea vegetariano, asegurando que no los comerá. Luego, los tres aparentemente son transportados de regreso a la casa de piñas de Bob Esponja, pero rápidamente se dan cuenta de que se han convertido en frutas y están atrapados en la licuadora del Holandés Errante (ya que a él le gustan los batidos de frutas). Intentan escapar y son perseguidos por el holandés alrededor de su barco, ahora una furgoneta estilo hippie con vela.
Hay dos finales alternativos para el episodio propiamente dicho, disponibles exclusivamente en algunos lanzamientos de DVD. En uno, Patricio recibe el último deseo y los deseos de mascar chicle. En el otro, Calamardo recibe el deseo y desea no haber conocido nunca a Bob Esponja o Patricio, lo que hace que pierdan la memoria de él pero no los devuelva a casa. En ambos finales, se ve por última vez al Holandés Errante durmiendo felizmente después de comerse al trío, que todavía se puede escuchar desde su interior.
Después del episodio propiamente dicho, Patchy intenta leer el correo de los fans, solo para explotar con su loro Potty, quien se encendió una mecha, sin saber que ya no estaba planeado para el programa.

## Lanzamiento
«Shanghaied» se emitió originalmente en Nickelodeon en los Estados Unidos como un especial de televisión titulado «You Wish» el 7 de marzo de 2001. En el especial, los espectadores que sintonizaron pudieron votar por teléfono o en línea para determinar quién cumplirá el deseo al final del episodio. Después de que Bob Esponja recibió la mayor cantidad de votos, el episodio original propiamente dicho hizo que Bob Esponja cumpliera el deseo, y Patchy luego presentó lo que habría sucedido si los espectadores votaran por Calamardo o Patricio.
Para cada transmisión posterior del episodio, Bob Esponja es el personaje oficial seleccionado para cumplir el deseo, mientras que los segmentos que presentan a Parche el Pirata se recortan para eliminar cualquier referencia a la función de encuesta original del episodio. La versión transmitida original del episodio fue lanzada en la colección de DVD de 14 discos titulada «The First 100 Episodes» el 22 de septiembre de 2009, mientras que la versión revisada se lanzó en la colección de DVD «The Complete Second Season» el 19 de octubre de 2004; este último lanzamiento incluye una pista de comentarios para el episodio del director Aaron Springer, el director de animación Frank Weiss y el escritor C.H. Greenblat.

## Recepción de la crítica
«Shanghaied» recibió elogios de la crítica de la cultura pop en línea. Lizzie Manno de Paste lo clasificó en el puesto número 3 en su lista de los diez primeros episodios de Bob Esponja, elogiando la abundancia de chistes del episodio y afirmando que «podría ser el episodio más subestimado de Bob Esponja debido a su alto índice de risas». Jaclyn Kessel de Decider lo clasificó en el puesto número 1 en su lista de «10 episodios esenciales de "Bob Esponja"», y escribió que «la excelente escritura, la creatividad y la absoluta tontería de "Shanghaied" lo convierten en el mejor episodio de todos los tiempos». Jared Russo, del sitio web Medium, clasificó el episodio en el puesto número 1 de su lista de los 100 mejores, elogiando su diálogo inteligente y sus chistes «divertidísimos» y expresando que «Encapsula perfectamente el humor por el que Bob Esponja es conocido... He estado viendo este episodio durante trece años y todavía lo encuentro divertido». Elijah Ackerman, quien también escribe para Medium, también elogió el episodio, describiendo su ritmo como «realmente muy rápido» y afirmando que «mejora con cada visualización». Oliver Whitney de TV Guide lo clasificó en el puesto número 6 en su lista de «100 mejores episodios de Bob Esponja», mientras que Aaron Kirby de WhatCulture lo clasificó en el puesto 10 en su lista de los diez primeros.